# Kazimierz Olszowski

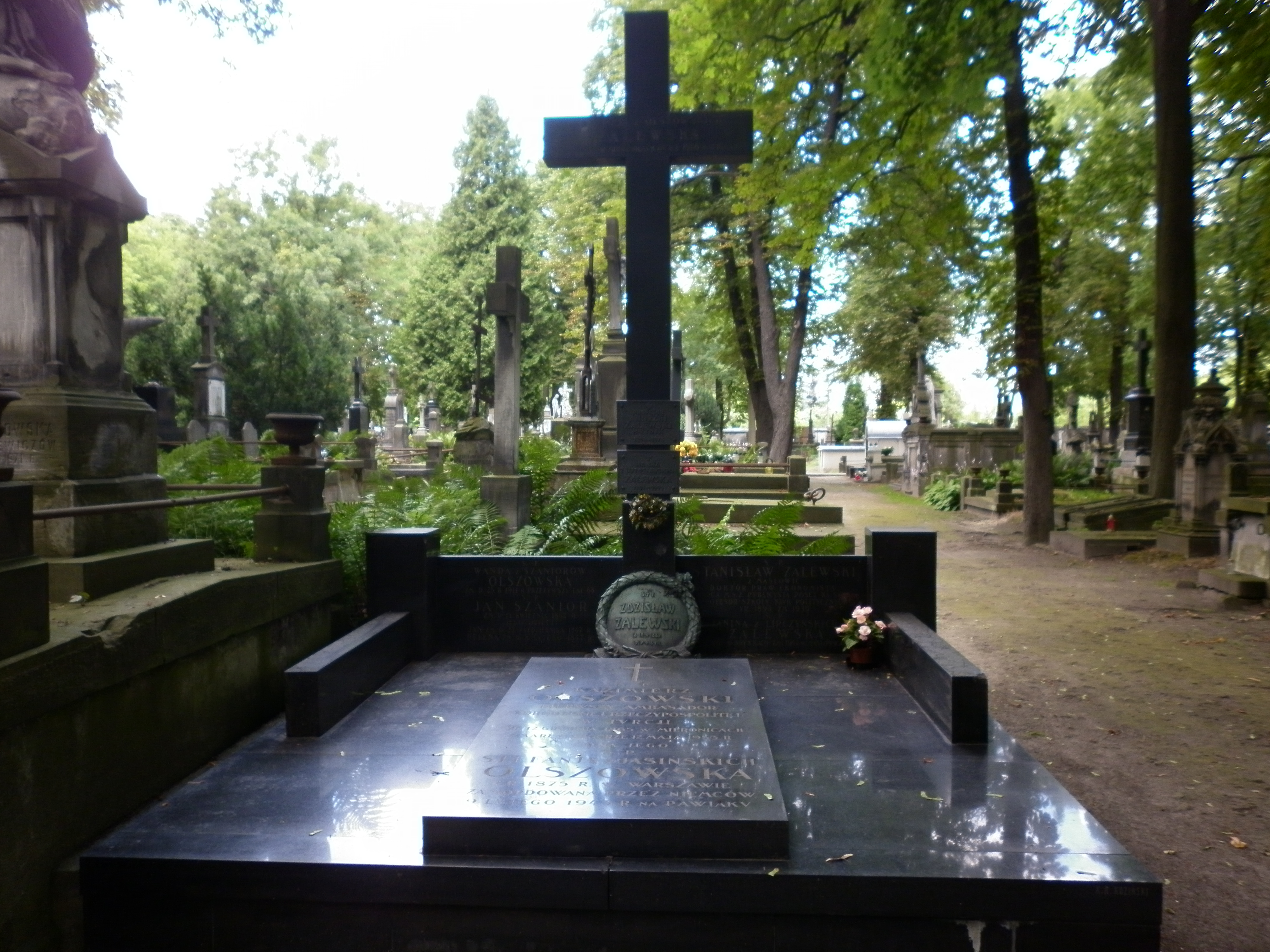
Grób Kazimierza Olszowskiego na cmentarzu Powązkowskim

Kazimierz Olszowski (ur. 12 grudnia 1865 w Mieronicach, zm. 12 maja 1933 w Ankarze) – polski prawnik i dyplomata. Poseł w Niemczech (1923–1928), poseł i ambasador w Turcji (1928–1930). 

## Życiorys
Ukończył gimnazjum w Warszawie i Wydział Prawa Cesarskiego Uniwersytetu Warszawskiego, studia uzupełniające odbył w Paryżu, Berlinie i Petersburgu. W 1895 został sekretarzem w sądzie powiatowym, następnie rozpoczął praktykę adwokacką. W grudniu 1897 wszedł ponadto  zarządu i był jednym z pierwszych dyrektorów Towarzystwa Budowy i Prowadzenia Hoteli w Warszawie, którego głównym udziałowcem był Ignacy Jan Paderewski.
W okresie I wojny światowej działał w Radzie Głównej Opiekuńczej, w wydziale rejestracji szkód wojennych. Po utworzeniu Tymczasowej Rady Stanu został dyrektorem Komisji Windykacji Strat Wojennych. Po odzyskaniu niepodległości objął stanowisko dyrektora Departamentu Odszkodowań w Ministerstwie Skarbu. W sierpniu 1920 przeszedł do pracy w Ministerstwie Spraw Zagranicznych, został wkrótce dyrektorem Departamentu Prawno-Traktatowego. Brał udział w licznych konferencjach międzynarodowych. 
W dniu 22 kwietnia 1921 mianowany pełnomocnikiem do rokowań z Niemcami, podpisał m.in. konwencję w sprawie Górnego Śląska, umowę sanitarną i umowę w sprawie tzw. not Kriesa, tzn. banknotów emitowanych przez Niemców w czasie I wojny światowej na terenie Królestwa Polskiego. 
Był konkurentem Konstantego Skirmunta do objęcia stanowiska ministra spraw zagranicznych. 7 czerwca 1923 mianowany posłem nadzwyczajnym i ministrem pełnomocnym w Berlinie. Pełnił tę funkcję do 1 lipca 1928, po czym objął funkcję posła, a następnie (od 4 lipca 1930) ambasadora w Ankarze.
Zmarł 12 maja 1933 w Ankarze w czasie pełnienia misji. Pochowany na cmentarzu Powązkowskim (kwatera 31-1-29,30).

## Ordery i odznaczenia
- Wielka Wstęga Ordery Odrodzenia Polski (27 listopada 1929)[3]
- Krzyż Komandorski z Gwiazdą Orderu Odrodzenia Polski (9 listopada 1926)[4]
- Krzyż Komandorski Orderu Odrodzenia Polski (29 grudnia 1921)[5]
- Medal Dziesięciolecia Odzyskanej Niepodległości
- Komandor Orderu Legii Honorowej (Francja)